# Tiên Lãng, Hải Phòng
Tiên Lãng là xã thuộc thành phố Hải Phòng, Việt Nam.
Thị trấn Tiên Lãng có diện tích 7,16 km², dân số năm 1999 là 12841 người, mật độ dân số đạt 1793 người/km².